# Karpaty Mołdawsko-Munteńskie
Karpaty Mołdawsko-Munteńskie (524–525) – region fizycznogeograficzny w Zewnętrznych Karpatach Wschodnich we wschodniej Rumunii (Mołdawia i Wołoszczyzna).
Karpaty Mołdawsko-Munteńskie stanowią największą powierzchniowo część Zewnętrznych Karpat Wschodnich. Zajmują część Łuku Karpat między dolinami Suczawy (dopływu Seretu) na północy i Prahovy (dopływu Jałomicy) na południu. Wewnątrz Łuku Karpat towarzyszą im Wewnętrzne Karpaty Wschodnie, a na zewnątrz – Subkarpaty Wschodnie.
Karpaty Mołdawsko-Munteńskie są zbudowane z fliszu karpackiego. Ich rzeźba jest mało urozmaicona. Są podzielone na poprzeczne człony dolinami dopływów Seretu (Mołdawy, Bystrzycy, Trotușu, Putny, Buzău) i Jałomicy (Prahova z dopływami Teleżyn i Doftana). Wysokość pasma wynosi 1200–1900 m n.p.m., przy czym rośnie z północy na południe.
Karpaty Mołdawsko-Munteńskie dzieli się na:
- 524.1 Obcinele Bukowińskie – między dolinami Suczawy i Mołdawy; najwyższy szczyt Pascan – 1480 m n.p.m.
- 524.2 Stânișoara – między dolinami Mołdawy i Bistriţy; najwyższy szczyt Bivol – 1531 m n.p.m.
- 524.3 Țarcău – między dolinami Bistrițy i Trotușu; najwyższy szczyt Grinduș – 1662 m n.p.m.
- 524.4 Dolina Trotuszu i Kotlina Darmanești
- 524.5 Góry Czukaskie (Ciuc) – między dolinami Trotușu i jego dopływu Uz; najwyższy szczyt Cărunta – 1553 m n.p.m.
- 524.6 Góry Oituz – między dolinami Uz i Oituz; najwyższy szczyt Nemira – 1648 m n.p.m.
- 525.1 Góry Vrancei – między dolinami Oituz i Bâsca Mare; najwyższy szczyt Goru – 1784 m n.p.m.
- 525.2 Góry Buzău – najwyższy fragment łańcucha, między dolinami Bâsca Mare i Doftany; najwyższy szczyt Ciucaș – 1956 m n.p.m.
- 525.3 Góry Gârbova – graniczne z Karpatami Południowymi, między dolinami Doftany i Prahovy; najwyższy szczyt Neamțu – 1923 m n.p.m.